# Siligo
Siligo egy község, (olaszul comune) Olaszország Logudoro - Meilogu régiójában, Sassari megyében, Szardínia szigetén. Körülbelül 160 kilométerre északra terül el Cagliaritól és 25 kilométerre délkeletre Sassari várostól. Siligo-t a következő települések határolják: Ardara, Banari, Bessude, Bonnanaro, Codrongianos, Florinas, Mores, Ploaghe.

## Fő látnivalók
- Monte sant'Antoni régészeti lelőhelye, ahol egy őskori szentély található
- Mesumundu római kori és középkori régészeti lelőhelyei
- Nostra Segnora de Mesumundu temploma mely a bizánci időkben, a VI. században épült II. századból származó római fürdők romjain. A templomot 1065-ben átalakították Montecassinoi bencés szerzetesek.
- Santi Elia ed Enoch temploma, mely a Monte Santo tetejére épült és bencések alakították át 1065. után.

## Híres személyek
- Maria Carta (1934-1994), népdalénekes és színésznő
- Gavino Ledda, a Padre padrone (1975) szerzője (Apámuram fordítása Karsai Lucia, 1979)

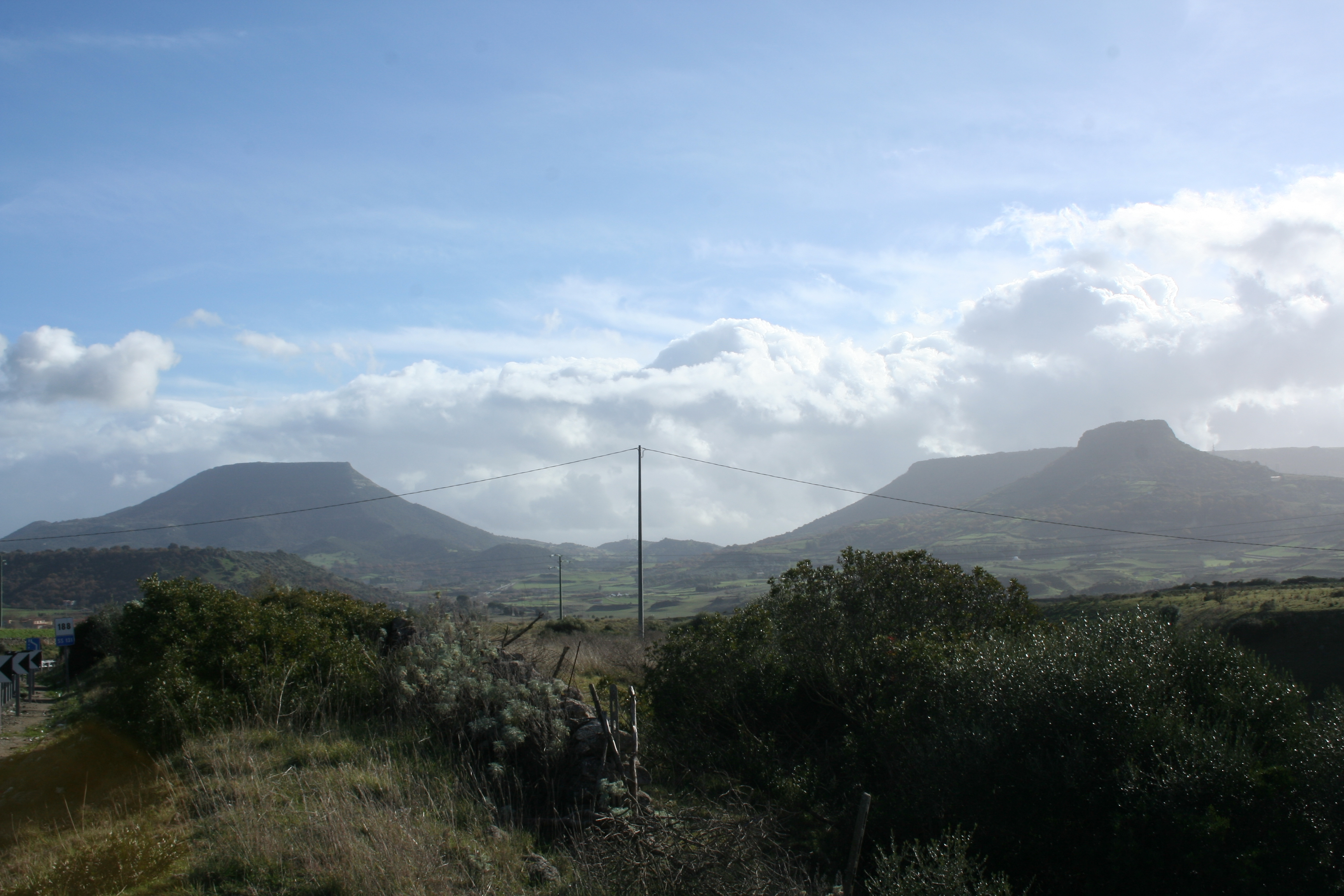
A Monte Santo és a Monte Pelau csúcsai.

- Gavino Contini, költő
- Rita Livesi, színésznő
- Efisio Arru, tudós
- Antonio Sanna, szinkronszínész